# Gürakar, Siverek
Gürakar là một thị trấn thuộc huyện Siverek, tỉnh Şanlıurfa, Thổ Nhĩ Kỳ. Dân số thời điểm năm 2011 là 4.273 người.